# Steve Backshall
Stephen James Backshall (Bagshot, Surrey, Inglaterra, Reino Unido; 21 de abril de 1973) es un aventurero, escritor y presentador de televisión inglés. Se ha destacado en programas para la BBC tales como The Really Wild Show, 60 encuentros letales, Lost Land of the Jaguar, Expedition Alaska, Wilderness St Kilda y Expedition Borneo, y en la serie EarthPulse para National Geographic Channel.
En julio de 2008, Backshall cayó 10 metros sobre un roquedal después de intentar escalar un acantilado que estaba mojado por una lluvia anterior. El accidente tuvo lugar en el valle del río Wye en el bosque de Dean en Inglaterra. La fuerza del impacto hizo que el hueso de su talón derecho atravesara el fondo de su pie, mientras que con la sacudida se dislocó el tobillo y se fracturó dos vértebras en la espalda.
Su serie de historia natural para la BBC "60 encuentros letales" se está mostrando en todo el mundo, y está a punto de entrar en su tercera temporada. Mientras que en la serie ha interactuado con zorros, tigres, tiburones toro y blanco, serpientes de cascabel, cobras reales, mambas y serpientes pitón gigantes, y descubrió rarezas como los murciélagos fantasma, camarones mantis, tortugas caimán y calamares de Humboldt. 
En 2009, Backshall fue nominado a tres premios BAFTA, Mejor presentador de programas de televisión para niños, mejor serie para niños, y Mejor serie de hechos por Lost Land of the Jaguar, así como también a un Emmy por Expedition Borneo.

## Vida personal
El 16 de septiembre de 2015, Backshall y la remera olímpica Helen Glover anunciaron via Twitter su compromiso, tras haberse conocido en un evento deportivo un año antes. Se casaron el 10 de septiembre de 2016 en Cornualles.
El 13 de marzo de 2018 fue anunciado que Backshall y Glover estaban esperando gemelos. El 9 de abril su esposa declaró que uno de los gemelos había muerto en su vientre, pero que "esperaban que el otro naciera ese verano". Finalmente, el 24 de julio de 2018 anunciaron la llegada de su primer hijo, Logan. El 1 de octubre de 2019 la pareja confirmó que esperaban otro hijo.